# Ledu
Ledu är ett stadsdistrikt och säte för stadsfullmäktige i Haidong i Qinghai-provinsen i västra Kina.